# فرانسوا میگو
فرانسوا میگو (فرانسوی: François Migault‎؛ زادهٔ ۴ دسامبر ۱۹۴۴ در لو مان، درگذشتهٔ ۲۹ ژانویهٔ ۲۰۱۲ در لو مان) رانندهٔ مسابقات اتومبیل‌رانی فرمول یک اهل فرانسه بود که در فصل ۱۹۷۲، و دوباره از فصل ۱۹۷۴ تا ۱۹۷۵ در مجموع در ۱۶ گراند پری شرکت کرد، اما موفق به کسب هیچ امتیازی نشد.
میگو در ۲۹ ژانویهٔ ۲۰۱۲ بر اثر ابتلا به سرطان در لو مان درگذشت.